# بيلي ريتشاردز (لاعب اتحاد الرغبي)
بيلي ريتشاردز (بالإنجليزية: Billy Richards)‏ هو لاعب اتحاد الرغبي أسترالي، ولد في 1878 في Emmaville, New South Wales ‏ في أستراليا، وتوفي في 1928.